# Culinária da Zâmbia

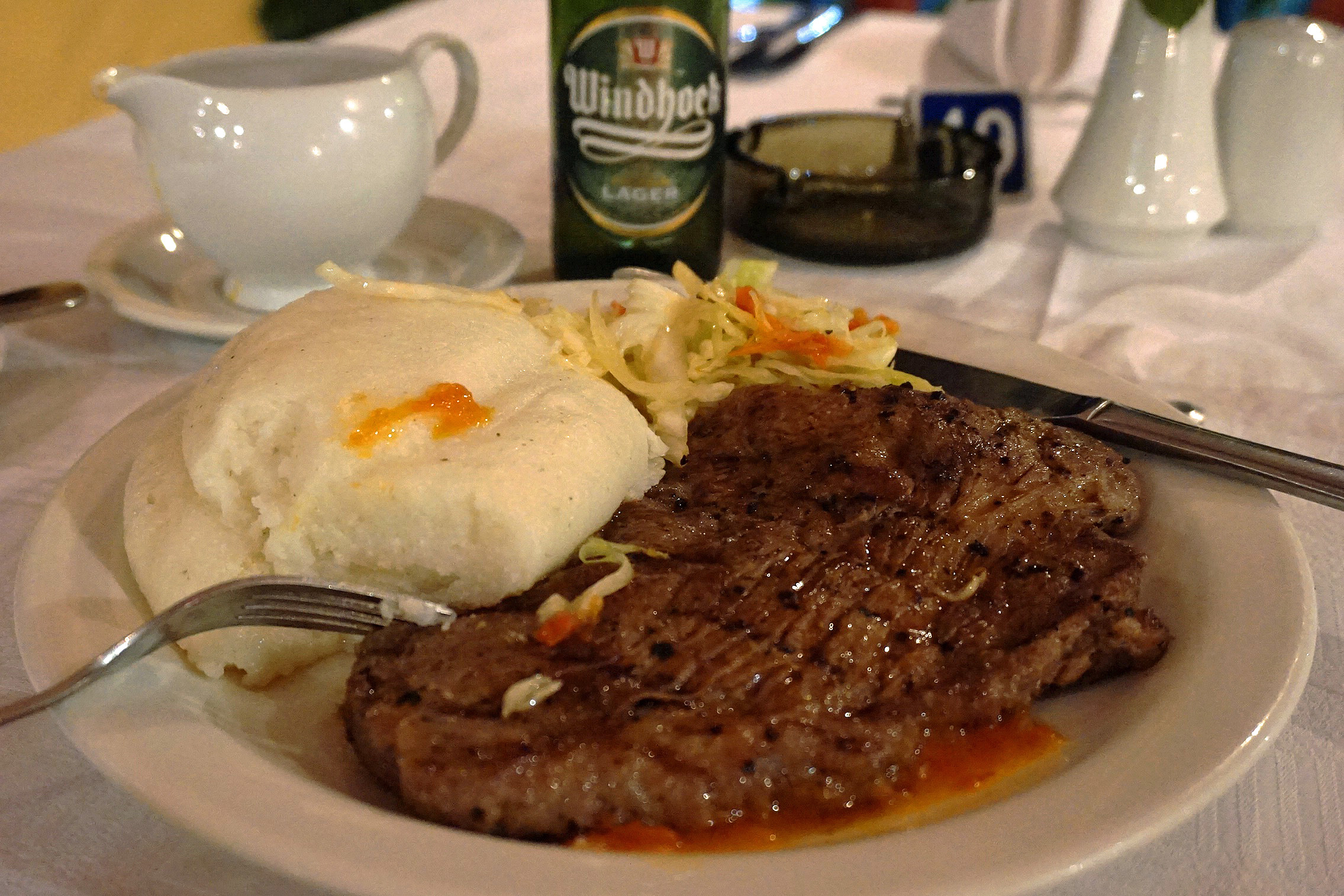
Nshima e condimentos de carne bovina do Proteas Hotel, Chingola, Zâmbia.

A culinária zambiana é fortemente centrada em torno do Nshima, que é um alimento preparado com milho branco triturado. Nshima faz parte de quase todas as refeições zambianas. Além do nshima, a culinária zambiana inclui vários tipos de guisados, vegetais cozidos e diferentes tipos de cerveja. Peixes secos e insetos também são comidos.

## Sobre

### Comida
O alimento básico da Zâmbia é o milho. O Nshima é o principal componente das refeições zambianas e é feito de milho branco triturado. É servido com "tempero", guisado e vegetais e comido à mão (de preferência à direita). Nshima é comido durante o almoço e o jantar. Nshima pode ser feito em casa, em barracas de comida e em restaurantes. Em comunidades tradicionais, a fabricação de nshima é um processo longo, que inclui a secagem do milho, separação dos grãos, trituração e finalmente cozimento.
Os tipos de condimentos comidos com nshima podem ser muito simples, como chibwabwa ou folhas de abóbora. Outros nomes para o condimento são katapa, kalembula e tente. O condimento feito com vegetais verdes é geralmente conhecido como delele ou thelele. Uma forma única de criar condimentos passa por cozinhar com chidulo e kutendela. O chidulo é utilizado em pratos à base de vegetais de folhas verdes e também em cogumelos silvestres. O chidulo é feito de folhas de bananeira secas e queimadas, talos de feijão ou talos e folhas de milho. As cinzas são então coletadas, adicionadas à água e coadas. O líquido resultante tem gosto de vinagre. Kutendela é um amendoim em pó preparado feito de amendoim cru moído e adicionado ao molho de chidulo.
Ifisashi é outro alimento comum na Zâmbia. É uma espécie de guisado feito com folhas verdes e amendoim e servido com nshima. Ifisashi pode ser vegetariano ou carne cozida pode ser adicionada ao guisado. Samp também é comido na Zâmbia.
Kapenta, uma pequena sardinha do Lago Tanganica foi introduzida em lagos da Zâmbia. O peixe é pescado e seco para ser cozido mais tarde, ou pode ser cozido fresco. Moelas também são uma iguaria popular na Zâmbia.
Vários insetos também são comidos. Isso inclui percevejos e vermes mopani.

### Álcool
Na Zâmbia, a cerveja tradicional é feita de milho. Aldeias individuais já preparavam suas próprias receitas e elas eram compartilhadas em comunidade. Cerveja de milho também é fabricada comercialmente em Lusaka, com Chibuku e Shake-Shake sendo marcas populares. Outros tipos de cerveja populares incluem Mosi e Rhino. O primeiro festival da cerveja da Zâmbia foi realizado em 25 de setembro de 2009 no Barclays Sports Complex, em Lusaka.

## História
O uso do milho em pratos como nsima ou nshima aconteceu na segunda metade do século XX. 
O povo Bemba, que vive no que hoje é a Zâmbia, tradicionalmente comia o que estava disponível dependendo dos padrões do clima. Refeições de bembas incluíam um tipo de mingau espesso feito de painço chamado ubwali que era comido com um "tempero" chamado umunani. Ubwali era comido em quase todas as refeições. Umunani era mais frequentemente um tipo de ensopado feito com carne, peixe, insetos ou vegetais. Os Bemba preferiam comer ubwali com apenas um tipo de condimento por vez. Os ensopados feitos com carne e vegetais eram cozidos com sal e às vezes amendoim. Geralmente, os Bemba não comiam alimentos crus. No geral, a culinária Bemba tinha um sabor bastante simples e apenas ocasionalmente ácida ou picante. Cerveja era uma parte importante dos eventos sociais para o povo Bemba e a cerveja era fabricada com frequência durante os meses de colheita.
Assim como os Bemba, o povo Chewa também come um mingau, chamado nsima, que é comido com vegetais e usado como concha.
O povo Tonga da região costuma comer insetos que são cozidos ou secos.